# Comtes d'Urach

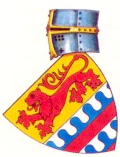
Blason des comtes d'Urach

Les comtes d'Urach sont une ancienne famille noble résidant à Urach en Souabe (le Bade-Wurtemberg actuel), actifs durant le Moyen Âge central. Ils se sont alliés aux familles de Zähringen et de Neuchâtel. Les dynasties des comtes de Fribourg-en-Brisgau et la maison de Fürstenberg descendent des Urach.
La lignée des comtes s'éteignit en 1261, après que leurs domaines ont été acquis par les comtes de Wurtemberg.

## Généalogie

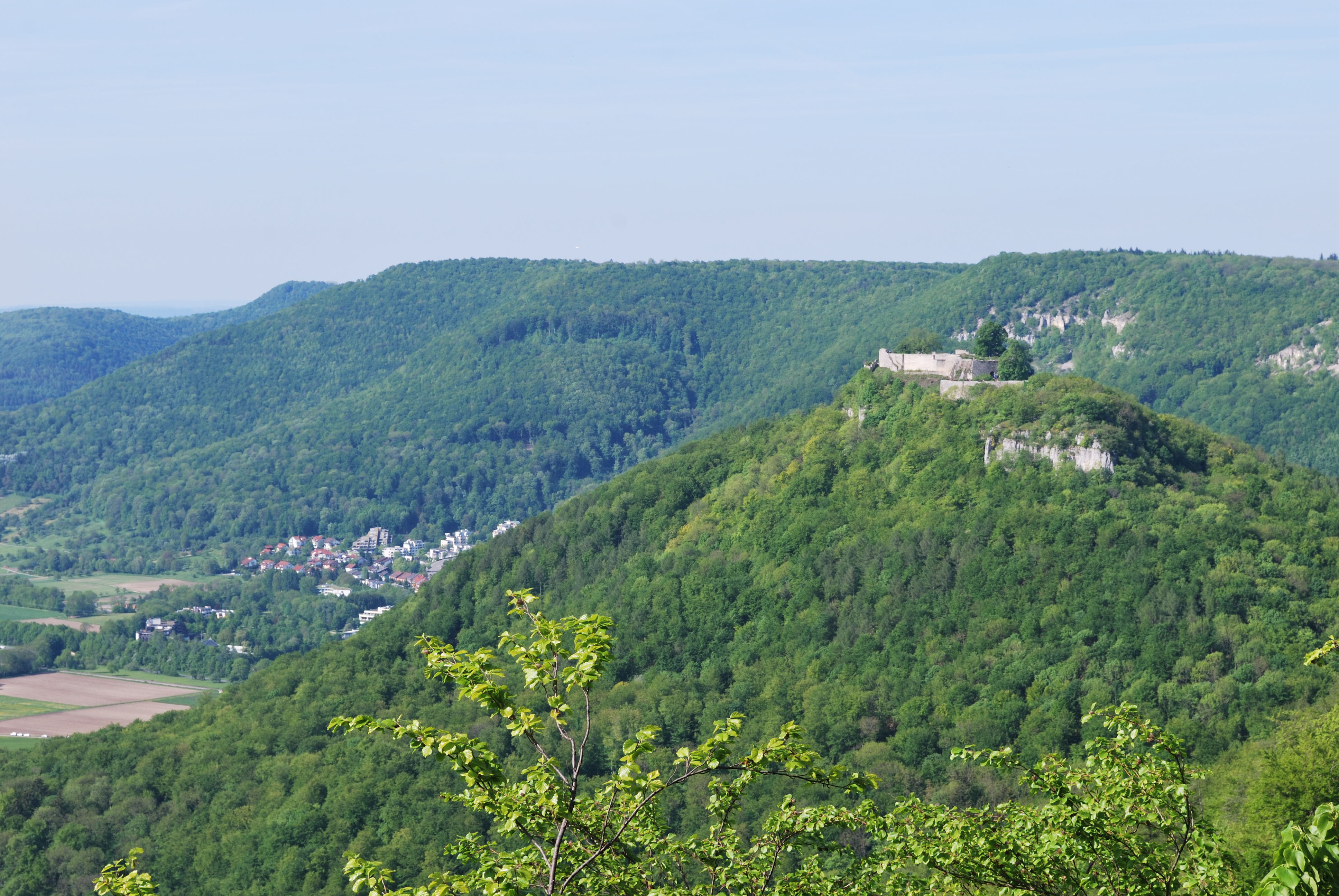
Château du Haut-Urach

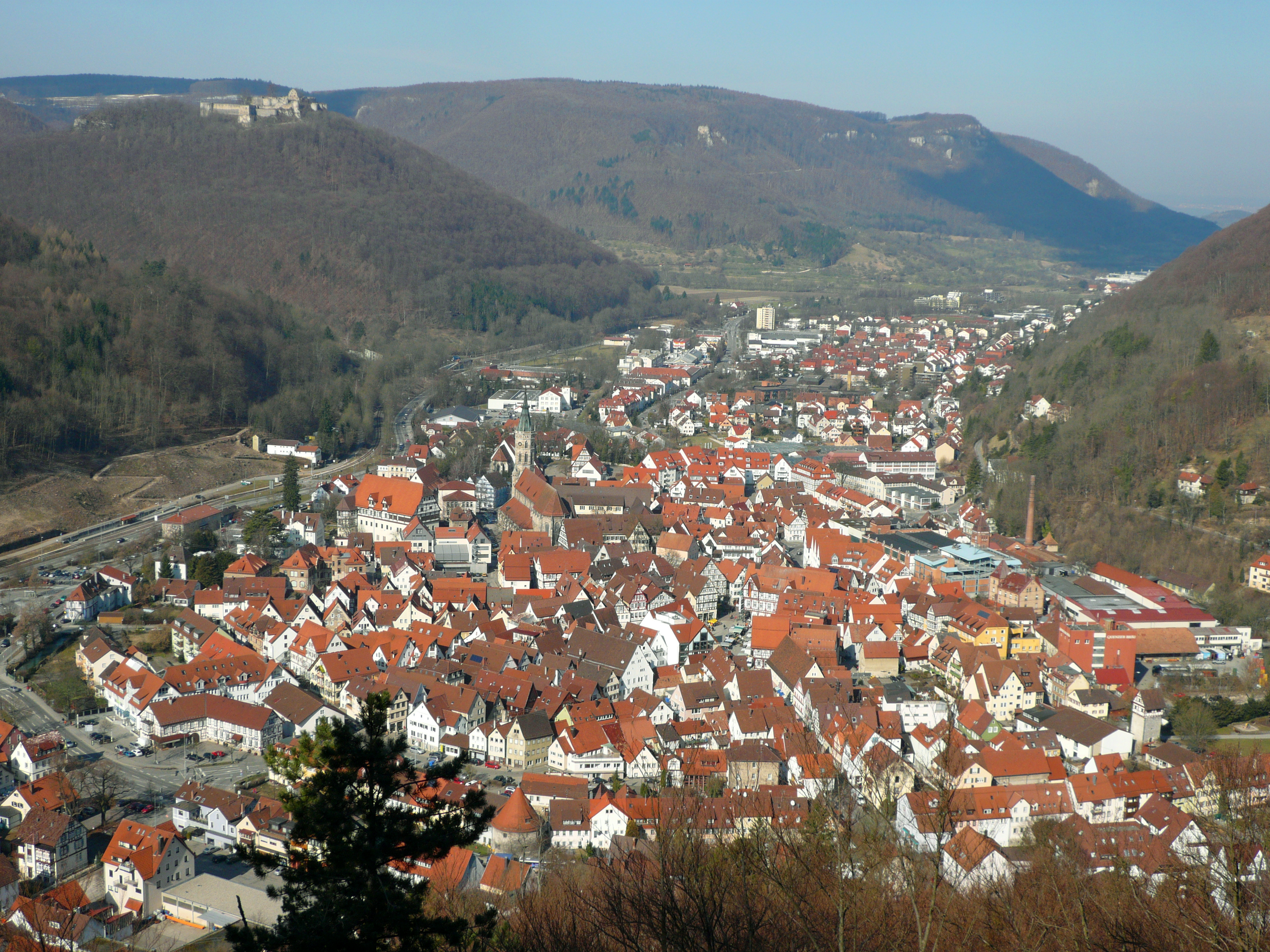
Bad Urach et le château

Egon Ier d'Urach (vers 1040/55 - 1100/12), dit aussi « Egino de Frioul », comte de Dettingen et d'Urach, il bâtit le château d'Urach. On croit possible, mais non prouvé, qu'il descende du marquis Unroch III de Frioul issu de la famille des Unrochides. 
Il épouse Berthe, comtesse de Calw ou Cunégonde, fille de Rudolf von Rheinfelden et de Thetberge, de qui il a :
- Egon II qui suit,
- Gebhard (? - 1er mars 1110), moine bénédictin de l'abbaye de Hirsau avant 1091, prieur et abbé d'Hirsau vers 1091/1105, abbé de l'abbaye de Lorsch de 1105 à 1107, évêque de Spire en 1105,
- Cunon (? - 9 août 1122), chapelain de Guillaume le Conquérant vers 1080, évêque et cardinal de Préneste à partir de 1107, légat apostolique
- Mathilde (Mechtild), elle épouse Manogold de Sulmentingen de qui elle a Egino, Udalrich et Mechtild[1].

Egon II d'Urach (vers 1085 - 7 juillet ou 5 novembre 1105), dit aussi « Egino de Frioul », comte de Schwiggerstal de 1091 à 1105, comte de Zollern, comte d'Urach.
Il épouse Kunigunde ou Hadewich von Habsbourg, (1100 - ?), de qui il a :
- Egon III qui suit,
- Gebhard, (? - 11 janvier 1141), évêque de Spire (Spire ?), évêque de Strasbourg de 1131 à 1141,
- Halewicgne, elle épouse Hartman, comte de Wurtemberg,
- Udahild, ou Udihild (? - après 1130/34), comtesse de Zolron, elle épouse Frédéric Ier de Zollern,
- Irmengarde, elle épouse Schweikard de Gundelfingen,
- Alberada (ou Albérade), abbesse de Lindau, elle se retire, vers l'an 1131, dans l'abbaye de Zwifalten.

Egon III d'Urach (vers 1125 - 25 juillet 1160/96), dit « le Jeune », nommé aussi « Egino de Frioul », comte d'Urach.
Il épouse Cunégonde (vers 1140 - 1168), fille d'Engelbert de Wasserbourg ou d'Engilbert von Hallgraf et d'Edwige von Vichtenstein, de qui il a :
- Egon IV qui suit,
- Margareta, elle épouse Swigger von Gundelfingen (? - après 1231),
- Gebhard, comte d'Urach en 1180,
- Berthold, comte d'Urach en 1180.

Egon IV d'Urach, dit « le Barbu », (Bad Urach 1160/65 - 12/27 janvier 1230/36), comte d'Urach et de Fribourg.
Il épouse vers 1181 Agnès (1160/70 - 1er/10 mai 1236/39), fille de Berthold IV de Zähringen et d'Heiwig de Frobourg, de qui il a :
- Egon V qui suit,
- Rudolf (? - 1254/60), comte d'Urach, moine à Bebenhausen en 1254,
- Conrad (Bad Urach vers 1170/80 - Bari 30 septembre 1227), cardinal,
- Berthold (? - 8/13 août 1242/61), comte d'Urach, il épouse Agathe de Lechsgemünde, fille de Berthold Ier de Graisbach et d'Adélhaïd[7],[8],
- Agnès (? - après janvier 1231), elle épouse Henri Ier de Bade-Hachberg, (avant 1190 - 2 juillet 1231),
- Hilwidis (ou Heilwig, ou Stéphanie) (vers 1190 - 1233/62), elle épouse Frédéric II de Ferrette(vers 1187 - 25 janvier/8 février 1230/33),
- Yolande (vers 1184 - ?), comtesse d'Arberg, elle épouse, en 1202, Ulrich III de Neuchâtel, (? - décédé entre le 20 juin et le 31 décembre 1225),
- N... (? - 1248), elle épouse Burchard von Üsenberg.

Egon V d'Urach (vers 1185 - 12 janvier/25 juillet 1236/37), comte d'Urach en 1219 et de Fribourg en 1220.
Il épouse Adelaïde (? - avant 1248), fille d'Heinrich de Neuffen et d'Adelheid de Winnenden, de qui il a :
- Conrad Ier, premier comte de Fribourg-en-Brisgau,
- Berthold qui suit,
- Kunigunde (? - 1244/52), elle épouse Otto Ier d'Eberstein (? - 1279),
- Henri (1236 - 1283/84), comte de Fürstenberg sous le nom d'Henri Ier,
- Gottfried (? - 1278/79), chanoine de Constance,
- Gebhard (? - 20 septembre 1252/60), chanoine de Constance et Strasbourg,
- Élisabeth (? - vers 1312), elle épouse en 1238 Gottfried Ier de Habsburg-Laufenburg (? - 1271).

Berthold d'Urach, (? - 22 octobre/25 novembre 1261), comte d'Urach.
Il épouse Agate, fille de Berthold Ier de Lechsgemünd et d'Adélaïde, de qui il a Bertha, nonne à Sirnau en 1261.

## Sources